# Husarerne færges over Isefjorden
Husarerne færges over Isefjorden er en dansk dokumentarisk optagelse fra 1902.

## Handling
Husarer rider i land efter at have forceret Isefjorden på åben flåde.